# 백현중학교
백현중학교(柏峴中學校)는 대한민국 경기도 성남시 분당구 정자동에 있는 공립 중학교이다.

## 학교 연혁
- 1995년 3월 1일 : 백궁중학교 설립인가(5학급) 및 개교
- 1995년 3월 1일 : 초대 심경섭 교장 취임
- 1996년 1월 15일 : 백현중학교로 교명 개칭
- 2005년 3월 1일 : 3학급 증설(총 36학급)
- 2020년 3월 2일 : 제12대 홍향표 교장 취임
- 2023년 1월 5일 : 제28회 졸업 261명(총 9,150명)
- 2023년 3월 2일 : 신입생 265명 입학(8학급)

## 참고 자료
- 백현중학교 - 한국교육학술정보원 학교알리미